# مالاباسكوا (جزيرة)
جزيرة مالاباسكوا (بالإنجليزية: Malapascua Island) هي جزيرة صغيرة تقع شمال جزيرة سيبو في منطقة بيسايا الوسطى في الفلبين، تُعرف الجزيرة بشواطئها البيضاء ومياهها الصافية، وتُعد وجهة شهيرة لمحبي الغوص، خصوصًا لمشاهدة أسماك القرش ثُعلبية الذيل (Thresher Sharks)، التي تُرصد بشكل منتظم بالقرب من موقع غوص "موناد شول".

رغم صغر حجمها، تمتاز مالاباسكوا بأجواء هادئة ومناظر طبيعية بحرية جذابة، وتُوفر أنشطة سياحية متنوعة مثل الغطس السطحي، ركوب القوارب، وزيارة القرى المحلية، وتُعد قاعدة انطلاق لرحلات الغوص إلى عدد من المواقع القريبة، من أبرزها جزيرة غاتو، يمكن الوصول إلى مالاباسكوا بالقوارب من مدينة مايا، شمال سيبو.